# 1843 en arts plastiques
| Années des arts plastiques : 1840 - 1841 - 1842 - 1843 - 1844 - 1845 - 1846    |
| Décennies des arts plastiques : 1810 - 1820 - 1830 - 1840 - 1850 - 1860 - 1870 |

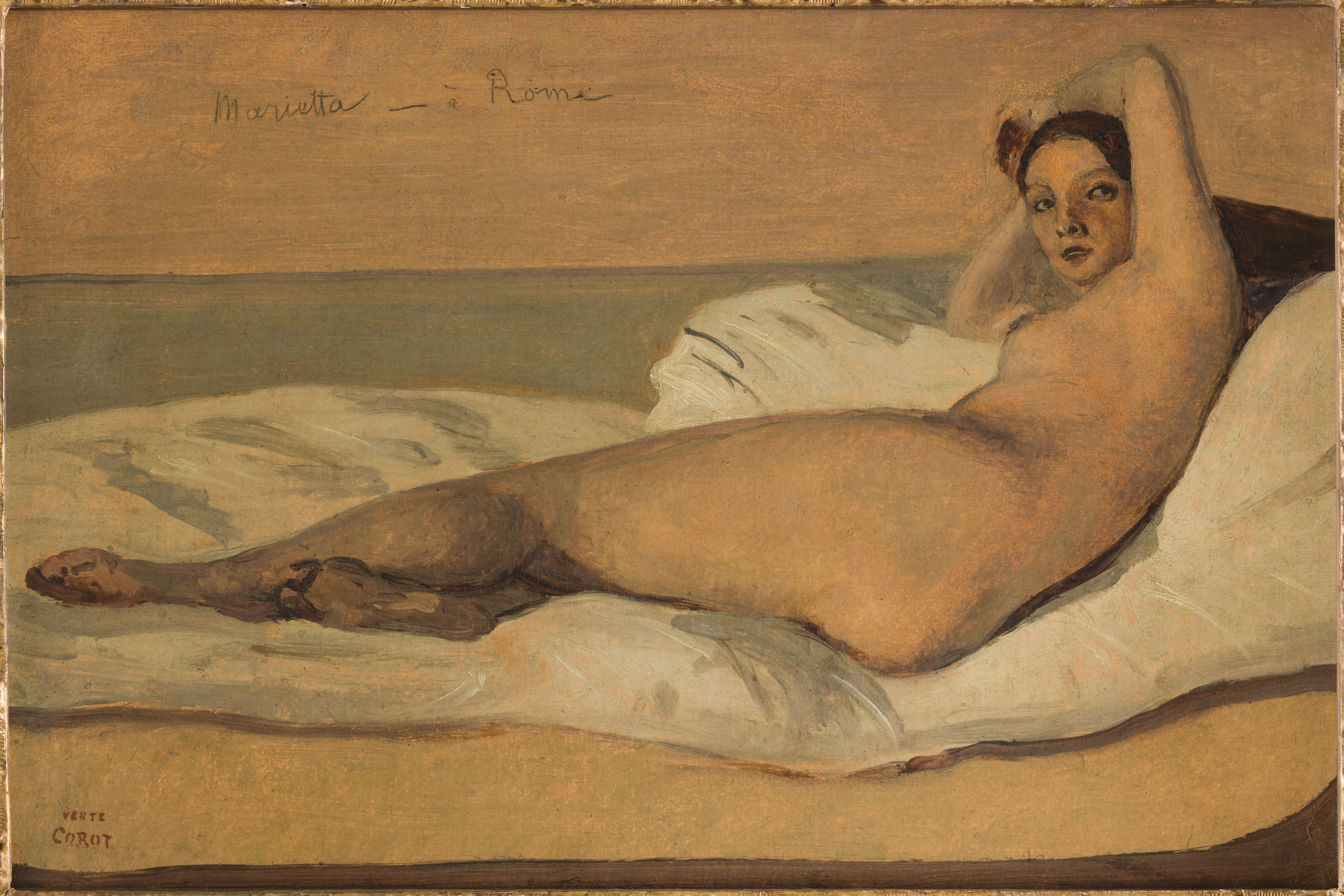
Marietta, l’odalisque romaine, de Corot.

Cette page concerne l'année 1843 en arts plastiques.

## Naissances
- 2 janvier : Luigi Capello, peintre italien († 16 février 1902),
- 8 janvier : Alphonse Lévy, peintre, illustrateur et caricaturiste français († 2 février 1918),
- 11 janvier : Adolf Eberle, peintre allemand († 24 janvier 1914),
- 13 février : Georg von Rosen, peintre suédois († 3 mars 1923),
- 19 février : Leonardo de Mango, peintre orientaliste italien († 27 janvier 1930),
- 22 février : Annibale Brugnoli, peintre italien († 11 décembre 1915),
- 3 mars :
  - Nicolas-Félix Escalier, peintre français († 30 novembre 1920),
  - Fernand Thesmar, peintre et maître émailleur français († 5 avril 1912),
- 7 mars : Ernest Ange Duez, peintre, illustrateur, pastelliste et aquarelliste français († 4 avril 1896),
- 14 mars : Alexandre-Louis Leloir, peintre et illustrateur français († 28 janvier 1884),
- 28 mars : Hippolyte Berteaux, peintre français († 17 octobre 1926),
- 3 avril : Knut Ekvall, peintre suédois († 4 avril 1912),
- 15 avril : Léon Richet, peintre français († 26 mars 1907),
- 18 avril : Adrien Moreau, peintre de genre et d’histoire français († 22 février 1906),
- 3 mai : Aleksander Sochaczewski, peintre polonais († 15 juin 1923),
- 9 mai : Anton von Werner, peintre prussien († 4 janvier 1915),
- 20 mai : Emil Adam, peintre allemand († 19 janvier 1924),
- 30 juin : Antoine Guillemet, peintre paysagiste français († 1918),
- 2 juillet : Paul Adolphe Rajon, peintre et graveur français († 7 juin 1888),
- 7 juillet : Hugo Salmson, peintre suédois († 1er août 1894),
- 18 juillet : René Princeteau, peintre animalier français († juillet 1914),
- 24 juillet : Eugen de Blaas, peintre italien († 10 février 1931),
- 31 juillet : Henri Taurel,  peintre français († 26 novembre 1927),
- 12 août : George Howard, 9e comte de Carlisle, aristocrate, homme politique, peintre et graveur britannique († 16 avril 1911),
- 28 août : Numa Coste, peintre, critique, journaliste et historien de l'art français († 10 juin 1907),
- 29 août : Alfred Agache, peintre français († 15 septembre 1915),
- 11 septembre : Georges Clairin, peintre et illustrateur français († 2 septembre 1919),
- 7 octobre : Arthur Calame, peintre et graveur suisse († 24 février 1919),
- 17 octobre : Giuseppe Grandi, sculpteur italien († 30 novembre 1894),
- 31 octobre : Henri Regnault, peintre français († 19 janvier 1871),
- 3 décembre : Daniele Ranzoni, peintre italien († 20 octobre 1889),
- 8 décembre : Albrecht De Vriendt, peintre belge († 14 octobre 1900),
- 13 décembre : Alphonse Combe-Velluet, peintre français († 19 juin 1902),
- 23 décembre : Eugène Baudin, peintre français († 4 juillet 1907),
- ? : 
  - Marius Jouve, félibre et peintre français († 27 mars 1909),
  - Arnaldo Tamburini, peintre italien de scène de genre († 1908).

## Décès
- 16 février : Ephraïm Conquy, graveur français (° 3 juin 1808),
- 14 mars : Edme-François Daubigny, peintre français (° 1789),
- 13 avril : Georgije Bakalović, peintre serbe (° 1786),
- 7 juin : Georges Michel, peintre paysagiste français (° 12 janvier 1763),
- 9 juillet : Washington Allston, peintre d'histoire, de paysages et de portraits, poète et écrivain américain (° 5 novembre 1779),
- 27 juillet : Giuseppe Sabatelli, peintre italien (° 24 juin 1813),
- 3 octobre : Émile-Victor-Amédée Biencourt, sculpteur français (° 24 janvier 1809),
- 10 novembre : John Trumbull, peintre américain (° 6 juin 1756),
- 23 novembre : Joseph Marchand, peintre français (° 1758),
- 23 décembre : Louis Joseph Trimolet, peintre, graveur et lithographe français (° 17 octobre 1812).